# Щербань Олександр Володимирович
Олекса́ндр Володи́мирович Ще́рбань — підполковник Збройних сил України, учасник російсько-української війни.

## З життєпису
2012 року дебютував на Луганських обласних змаганнях з пауерліфтингу; став срібним призером і отримав дозвіл виступати на Всеукраїнському чемпіонаті. Тренер — Темур Юлдашев. Чемпіон України з пауерліфтингу-2013. Станом на листопад 2013-го — офіцер Луганського обласного військкомату; заступник начальника відділу обліково-мобілізаційної роботи. Одружений, дружина Юлія Щербань. Має двох синів, Олега 1998 р.н. та Максима 2019 р.н.
Учасник бойових дій, захищав зі своїм підрозділом Луганськ.
В 2017 році — офіцер відділу оперативного моніторінгу СПО та МПС Центру МПЗ Збройних Сил України.

## Нагороди та вшанування
- Указом Президента України № 741/2019 від 10 жовтня 2019 року за «особисту мужність і самовіддані дії, виявлені у захисті державного суверенітету та територіальної цілісності України» орденом Богдана Хмельницького III ступеня[5]